# Terence Fisher
Terence Fisher (* 23. Februar 1904 in London; † 18. Juni 1980 ebenda) war ein britischer Regisseur und Filmeditor. Bekannt wurde Fisher hauptsächlich als Stammregisseur der britischen Hammer-Studios, wo er unter anderem für den Erfolg der Horrorfilmreihen um Dracula und Frankenstein mit Christopher Lee und Peter Cushing verantwortlich war.

## Leben
Fisher begann seine Karriere zunächst als Seemann, Kaufmann und Abenteurer, bevor er 1929 als Assistent von Regisseur Ian Dalrymple bei Gainsborough anfing. Bei dieser Produktionsfirma drehte er auch seine ersten Filme, bis er zu Hammer Films wechselte und Hausregisseur des berühmten Horror-Filmstudios wurde. 1957 entstand unter seiner Regie Hammers erster Horrorfilm in Farbe: Frankensteins Fluch mit Peter Cushing in der Hauptrolle. Fisher ließ dem Film bis 1972 insgesamt vier Fortsetzungen folgen (stets erneut mit Cushing als Dr. Frankenstein). 1958 drehte er mit Dracula den ersten seiner insgesamt drei Dracula-Filme; 1960 folgte Dracula und seine Bräute, 1965 Blut für Dracula. Terence Fisher drehte auch zwei Filme um den Meisterdetektiv Sherlock Holmes: Der Hund von Baskerville (1959) und Sherlock Holmes und das Halsband des Todes (1962), letzterer entstand allerdings nicht für Hammer, sondern für den deutschen Produzenten Artur Brauner.
Bei seinen Filmen griff Fisher häufig auf klassische Literaturvorlagen von Autoren wie Bram Stoker, Mary Shelley, Sir Arthur Conan Doyle und Robert Louis Stevenson zurück. Für die Drehbuch-Adaptionen dieser Vorlagen war in vielen Fällen Jimmy Sangster zuständig. Fisher verstand sich stets als Handwerker, hielt an seinem knappen, einfachen Stil fest, wie man es sonst nur von Hollywood-Regisseuren kennt. Mit seinen Filmen machte er Schauspieler wie Christopher Lee und Peter Cushing zu Stars.
Fisher starb am 18. Juni 1980 im Alter von 76 Jahren in London an den Folgen eines Herzinfarkts.

## Filmografie

### Filmeditor
- 1939: Verstrickung (On the Night of the Fire)
- 1940: That’s the Ticket
- 1941: Atlantic Ferry
- 1942: Flying Fortress
- 1943: The Peterville Diamond
- 1943: Tomorrow We Live
- 1943: Spionagering M (They Met in the Dark)
- 1943: The Dark Tower
- 1944: Candlelight in Algeria
- 1944: One Exciting Night
- 1945: Die Frau ohne Herz (The Wicked Lady)
- 1947: Die Weber von Bankdam (Master of Bankdam)

### Regisseur
- 1948: A Song for Tomorrow
- 1948: Colonel Bogey
- 1948: Portrait from Life
- 1949: Marry Me
- 1949: Rasendes Herz (The Astonished Heart)
- 1950: Paris um Mitternacht (So Long at the Fair)
- 1951: Home to Danger
- 1952: Erpresserin (The Last Page)
- 1952: Wings of Danger
- 1952: Stolen Face
- 1952: Distant Trumpet
- 1953: Mantrap
- 1952: Four Sided Triangle
- 1953: Spaceways
- 1953: Blood Orange
- 1954: Face the Music
- 1954: Murder by Proxy
- 1954: The Stranger Came Home
- 1954: Final Appointment
- 1954: Mask of Dust
- 1955: Children Galore
- 1955: Die Spur führt nach Ambledown (Stolen Assignment)
- 1955: The Flaw
- 1956: The Last Man to Hang?
- 1957: Frankensteins Fluch (The Curse of Frankenstein)
- 1957: Morgen wirst du mich töten (Kill Me Tomorrow)
- 1958: Dracula
- 1958: Frankensteins Rache (The Revenge of Frankenstein)
- 1959: Der Hund von Baskerville (The Hound of the Baskervilles)
- 1959: Den Tod überlistet (The Man Who Could Cheat Death)
- 1959: Die Rache der Pharaonen (The Mummy)
- 1960: Dracula und seine Bräute (The Brides of Dracula)
- 1959: Die Würger von Bombay (The Stranglers of Bombay)
- 1960: Schlag 12 in London (The two Faces of Dr. Jekyll)
- 1960: Das Schwert des Robin Hood (Sword of Sherwood Forest)
- 1961: Der Fluch von Siniestro (The Curse of the Werewolf)
- 1962: Das Rätsel der unheimlichen Maske (The Phantom of the Opera)
- 1962: Sherlock Holmes und das Halsband des Todes
- 1964: The Horror of It All
- 1964: Die brennenden Augen von Schloss Bartimore (The Gorgon)
- 1964: The Earth Dies Screaming
- 1965: Blut für Dracula (Dracula – Prince of Darkness)
- 1966: Insel des Schreckens (Island of Terror)
- 1967: Frankenstein schuf ein Weib (Frankenstein Created Woman)
- 1967: Brennender Tod (Night of the Big Heat)
- 1968: Die Braut des Teufels (The Devil Rides Out)
- 1969: Frankenstein muss sterben (Frankenstein must be destroyed)
- 1974: Frankensteins Höllenmonster (Frankenstein and the Monster of Hell)